# Гетто в Сиротино (Шумилинский район)
Гетто в Сиро́тино (конец августа 1941 — 18 ноября 1941) — еврейское гетто, место принудительного переселения евреев деревни Сиротино Шумилинского района Витебской области и близлежащих населённых пунктов в процессе преследования и уничтожения евреев во время оккупации территории Белоруссии войсками нацистской Германии в период Второй мировой войны.

## Оккупация Сиротино и создание гетто
Уже 28 июня 1941 года немцы бомбили Сиротино. Немецкие войска заняли Сиротино в начале июля, и оккупация продлилась до 23 июня 1944 года. Весь период оккупации в Сиротино располагалась немецкая воинская часть.
Во главе местечка стал немецкий комендант Шпигель. Был организован полицейский взвод из 22 человек. Начальником полиции поставили уголовника Данилу Боровикова. Вскоре после захвата деревни немцы отвели одну из синагог под конюшню, а другую — под гараж.
В середине августа немцы провели первую «акцию» (таким эвфемизмом гитлеровцы называли организованные ими массовые убийства) — часть евреев Сиротино убили в «душегубках», замаскированных брезентом под грузовые машины.
Реализуя нацистскую программу уничтожения евреев, немцы создавали гетто почти во всех городах и населённых пунктах Беларуси, где проживало еврейское население. Так и в Сиротино оккупанты в конце августа 1941 года всех ещё живых евреев переселили в гетто, под которое отвели 5-6 домов барачного типа в районе Заречье.
В ноябре 1941 года была проведена перепись еврейского населения, а в середине ноября ещё около 100 евреев привезли из посёлка Оболь в Сиротино и подселили к местным евреям

## Условия в гетто
Гетто занимало 5 домов, а его граница охранялась. Никакого питания узники не получали.
Евреев-мужчин гоняли на принудительные работы — укреплять насыпь у Трочинского моста через овраг на дороге к Шумилино, возить песок, мостить дороги. Бригадиром назначили мастера-каменщика Аббу Массарского, жившего до войны в Сиротино на улице Мишневической.

## Уничтожение гетто
24 сентября 1941 года у дороги на Шумилино были убиты 878 евреев.
18 (14) ноября 1941 года немцы и полицаи расстреляли в Сиротино последних ещё живых 316 (448) евреев: детей, женщин, стариков.
17 ноября в местечко прибыла зондеркоманда. 18 ноября бараки гетто окружили немецкие солдаты и полицаи. Они стали выгонять людей на улицу и строить в колонну. Затем евреев вели к месту убийства, обманывая, что их ведут на какое-то собрание в соседнюю деревню Плиговки, где якобы можно собрать всех вместе в большом амбаре. Колонну охраняли полицаи во главе с начальником Данилой Боровиковым. Убийство произошло в двух километрах на запад от Сиротино, слева от дороги, у песчаного карьера у Гнилого моста, недалеко от валуна диаметром более двух метров. К месту расстрела подъехала крытая грузовая машина с немецкими солдатами-автоматчиками. Когда колонна обреченных людей подошла к карьеру, старая Хана-Рейза увидела свежевырытые ямы и закричала: «Убегайте, кто может! Вас ведут убивать!» Полицаи тут же застрелили её. С тех пор местные жители называют этот камень «Валун Ханы-Рейзы».
Данила Боровиков лично зарубил лопатой выползшую из-под мертвых тел восьмилетнюю девочку Бэлу. Сестру Раи Щербаковой (Щербаковской), выбравшуюся из ямы после расстрела и пытавшуюся ночью уйти, тоже лопатой добил местный житель.
«Бобики» (так в народе презрительно называли полицаев) затем рассказывали все подробности расстрела местным жителям.
Председателем общины в синагоге Шумилино до войны был Давид Рабинович. Его жена во время убийства была в Шумилино, и, как только узнала про расстрел, прибежала на место, где убили всех её родных, легла на землю и не вставала, пока не умерла там от горя — хотя люди приносили ей еду и одежду.

## Сопротивление и случаи спасения
Бригадир Абба Массарский уговаривал евреев уходить в лес, но у всех в качестве заложников были семьи. Однажды Массарский в ответ на оскорбление ударил немецкого солдата и убил его, закопал труп под мостом, забрал автомат и ушел к партизанам.
Рувима Лейзеровича Массарского из Сиротино спрятала учительница в деревне Дворище, а затем он ушел в деревню Казьяны и нашел партизанский отряд Сипко.
Раю Щербакову (Щербаковскую) из Сиротино вывел в партизанский отряд в Казьянах её соученик.
Когда немцы вели сиротинских евреев на расстрел, они приходили мимо большой ямы, края которой после дождей были скользкие, и Сара-Эстер Массарская столкнула двоих внучек, детей сестры Ривекки, в эту яму. Полицаи этого не заметили, местные жители спрятали девочек и затем передали в партизаны
Из-под расстрела сумел сбежать Григорий Меерович Скобелев.

## Организаторы и исполнители убийств
Сохранились имена некоторых виновных в массовых убийствах евреев Сиротино. Это Бородулин — бургомистр Сиротинского района (до войны работал техником). Корошков — бургомистр местечка Сиротино (до войны — бухгалтер Сиротинского сельпо).

## Память
Сразу же после войны Рувим Лейзерович Массарский, партизан, и полковник Наум Руткин поставили первый памятник жертвам геноцида евреев в Сиротино — на месте братской могилы, где был расстрел, на расстоянии около двух километров от местечка, в овраге. Памятник был выложен из кирпича, с надписью на иврите и на русском языках: «Вечная память родным, погибшим от рук фашистских палачей 18.11.1941 г. От Массарского Рувима Лейзеровича». В начале 1960-х годов памятник был обнесен деревянной оградой, которая через несколько лет была заменена на железную. Со временем этот памятник разрушался, а при ремонте дороги памятник разрушили окончательно. Овраг был засыпан, на месте братской могилы прошла дорога. Затем сельским советом недалеко, в стороне, был поставлен небольшой стандартный обелиск, но в надписи на нём отсутствовали слова о том, что здесь погребены евреи, и не была указана дата гибели людей.
В 1998 году усилиями Михаила Наумовича Руткина был установлен новый, третий по счету, памятник узникам Сиротинского гетто. Эскиз нового памятника предложил художник Борис Хесин — сводчатая арка высотой в три метра, со звездой Давида внутри. На арке прикреплены доски с памятным текстом на русском языке и иврите, и фамилии жертв Катастрофы.
В 2019 году был установлен новый памятник.
Опубликованы неполные списки убитых в Сиротино евреев.